# Mar del Giappone
Il Mar del Giappone (in giapponese 日本海?, Nihonkai; in cinese 日本海S, Rìběn hǎiP; in coreano della Corea del Nord 조선동해?, Chosŏn tonghaeMR, "Mare Orientale di Corea"; in coreano della Corea del Sud 동해?, DonghaeLR, "Mare Orientale"; in russo Японское море?, Japonskoe more) è un mare interno tributario dell'Oceano Pacifico occidentale delimitato a nord-est dall'isola russa di Sachalin e dall'arcipelago del Giappone e a nord-ovest dalla terraferma asiatica.
Vi si affacciano Russia, le due Coree e il Giappone.
Tra le città più importanti che vi si affacciano figurano Vladivostok in Russia, Wŏnsan, Hamhŭng e Chongjin in Corea del Nord, Busan, Ulsan e Pohang in Corea del Sud, Niigata, Tsuruta e Maizuru in Giappone, tutte sedi di rilevanti porti marittimi sia commerciali sia militari.

## Idrologia

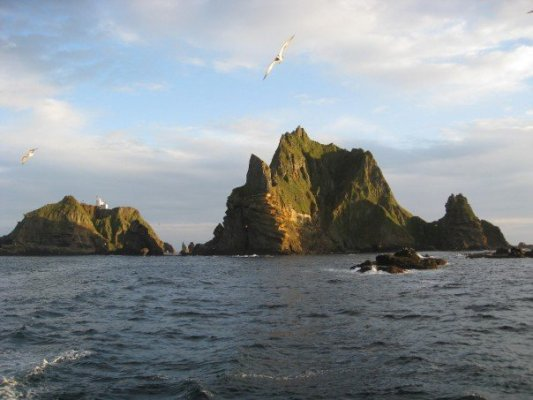
Rocce di Liancourt

La quasi completa chiusura di questo mare rispetto all'oceano Pacifico provoca, come nel Mar Mediterraneo una minor escursione di marea. Inoltre, l'isolamento di questo tratto di mare si riflette anche nella biodiversità delle specie presenti e nella salinità dell'acqua la quale risulta essere minore di quella del vicino oceano. Il bilancio idrico è prevalentemente dovuto allo scambio di acqua attraverso gli stretti che lo mettono in comunicazione con l'oceano Pacifico e gli altri mari che lo circondano. Infatti, i pochi corsi d'acqua sfociano nelle acque del Mar del Giappone contribuiscono per meno dell'1% al bilancio idrico totale.
Le acque del Mar del Giappone sono caratterizzate da un'elevata concentrazione di ossigeno disciolto, ciò spiega l'elevata produttività biologica di queste acque e fa della pesca la principale attività economica della regione. L'intensa attività marittima ha portato a discordie di natura politica, nonostante ciò il traffico navale nella zona è destinato ad aumentare col crescere delle economie dei paesi dell'Estremo Oriente.

## Geografia
Il Mar del Giappone comunica con il Mare di Ochotsk a nord attraverso lo stretto dei Tartari e a est attraverso lo stretto di La Pérouse. Lo stretto di Tsugaru lo mette in comunicazione con l'oceano Pacifico, mentre lo stretto di Corea, a sud, lo mette in comunicazione con il Mar Cinese Orientale. Il mare ha una superficie di 978000 km² e un volume di 1630000 km³. La profondità massima è di 3742 m. Una vasta insenatura a ovest, in territorio russo, è costituita dal golfo di Pietro il Grande, dove si trova l'arcipelago dell'imperatrice Eugenia poco più a sud si trova il golfo di Possiet.
I maggiori porti che si affacciano sulle coste del Mar del Giappone sono: Vladivostok, Nachodka, Vostočnyj, Sovetskaja Gavan', Vanino, Aleksandrovsk-Sachalinskij, Cholmsk, Niigata, Tsuruga, Maizuru, Wŏnsan, Hŭngnam, Chongjin, Busan.

### Isole
Sotto la sovranità russa :
- Rocce Incrociatore
- Isola Russkij (Mar del Giappone)
- Scogli Unkovskij
- Scoglio di Matveev
- Isola di Sergeev
- Isola di Sibirjakov (Mar del Giappone)
- Isola di Sidorov
- Isola di Škot
- Isola di Skrebcov
- Isola di Skryplëv
- Isola di Stenin
- Isole di Tarancev
- Tri Brata (Sachalin)
- Isola Uši
- Isole di Verchovskij
- Isola di Želtuchin
- Isola di Achlëstyšev
- Isola di Antipenko
- Arcipelago dell'imperatrice Eugenia
- Arcipelago Rimskij-Korsakov
- Askold (Isola)
- Bol'šoj Gakkel'
- Bol'šoj Pelis
- Isola di Čerkavskij
- Isola di Čichačëv
- Isola dei Conigli (Mar del Giappone)
- Isola di Cywolka (Mar del Giappone)
- Isola di De-Livron
- Isola di Durnovo
- Isole Dva Brata
- Isola di Elena
- Isola di Ėngel'm
- Isola Fal'šivyj
- Isola di Furugel'm
- Isola di Gerasimov
- Isola di Gil'tebrandt
- Isola di Karamzin
- Isola di Klykov
- Isola di Kozlov
- Isola di Krotov
- Isola di Lavrov (Mar del Giappone)
- Lisij
- Malyj Gakkel'
- Isola di Matveev
- Isola di Moiseev (Mar del Giappone)
- Moneron
- Isola di Naumov
- Isole di Pachtusov (Mar del Giappone)
- Isola di Papenberg
- Isola di Petrov
- Isola di Popov
- Isola di Putjatin
- Rečnoj
- Isola di Rejneke
- Isola di Rikord

Sotto la sovranità giapponese :
- Oki
- Okushiri
- Rishiri
- Rebun
- Sado
- Terui
- Isla Todo
- Yagishiri
- Isole Oki
- Isola Okushiri

Sotto la sovranità della Corea del Sud :
- Geojedo
- Namhaedo
- Wando
- Jeju-do
- Jindo
- Ulleungdo
- Jukdo

Occupata de facto dalla Corea del Sud, rivendicata dal Giappone e dalla Corea del Nord :
- Rocce di Liancourt

## Controversie sulla denominazione
Il nome internazionale per il corpo d'acqua che confina con il Giappone, la Corea del Nord, Russia e Corea del Sud è in discussione. Il governo giapponese sostiene l'uso del nome "Mar del Giappone", mentre la Corea del Sud sostiene il nome di "mare orientale", e la Corea del Nord sostiene il nome di "mare orientale di Corea".
I paesi coinvolti (in particolare Giappone e Corea del Sud) hanno avanzato una serie di argomenti per sostenere il loro nome preferito. Molte delle argomentazioni che ruotano attorno a determinare quando il nome di Mar del Giappone è diventato il nome comune. La Corea del Sud sostiene che storicamente il nome più comune era mare dell'Est, mare d'Oriente, mare di Corea, o un'altra variante simile. La Corea del Sud sostiene inoltre che il nome di Mar del Giappone non divenne comune fino a quando la Corea fu sotto il dominio giapponese, momento in cui non aveva alcuna possibilità di influenzare gli affari internazionali. Gli argomenti sono stati sollevati per quanto riguarda la geografia di fondo del mare, nonché i potenziali problemi per quanto riguarda l'ambiguità di un nome o l'altro.